# فيكتور نكراسوف
 فيكتور بلاتونفيتش نكراسوف  (بالفرنسية: Viktor Nekrassov)‏ (1911-1987)، كاتب روسي سوفيتي. حائز على جائزة ستالين من الدرجة الثانية (1947).

## جوائز
- جائزة ستالين من الدرجة الثانية (1946) -- عن قصة "في الخنادق ستالينغراد (1946)
- وسام النجمة الحمراء
- وسام الشجاعة
- وسام «للانتصار على ألمانيا في الحرب الوطنية العظمى من 1941-1945.»
- وسام «للحصول على الدفاع عن ستالينغراد»
- وسام جوقة الشرف

## أعماله
- «في مدينته». القصة، 1954
- «الشروع»، 1958
- «سايروس زاي»، 1961
- فاسيا كونوكوف. قصص، 1961
- الأعمال المختارة، 1962
- «في كلا الجانبين من المحيط»، موسكو، 1962
- «الليلة الثانية». قصص، 1965
- «شهر في فرنسا»، 1965
- «رحلات في أبعاد مختلفة»، 1967
- "حياة في رسائل. 1971.
- ملحوظ من المتفرجين. -- » القارة"، № 4. 1975
- «نظرة وشيء». -- المرجع نفسه، № 12-13، 1977
- «على جانبي الجدار.» —المرجع نفسه، № 18-19، 1978-79
- "من الرحلات البعيدة العودة..." -- "الوقت ونحن»، № 48-49، 61، 1979-1981
- «ستالينغراد». فرانكفورت على نهر الماين، Posev، 1981

«نما Saperlipopet أو woulda Coulda، ولكن الفطر في فمه.» * لندن: «OPI»، 1983
- «قصة حزينة قليلا.» لندن: «OPI»، 1986.

## المنشورات
- "في خنادق ستالينغراد. رواية وقصص قصيرة. موسكو، برافدا، 1989. كما سبق. م، البانوراما، 2000
- «قصة حزينة قليلا.» مجموعات نثرية من سنوات مختلفة. موسكو، 1990 (خاتمة Berzer بواسطة آنا)
- «وهو مكتوب في قلم رصاص». روايات وقصص وملاحظات سفر. كييف، 1990
- "على جانبي المحيط. 1991
- «ملاحظات». رواية. قصة. مقال. موسكو، 1991 (مقدمة من قبل أستاذ مساعد لYefim)
- مجموعة من القصص والقصص القصيرة والمذكرات والرسائل. موسكو، 1991 (مقدمة بوتروسوف باء).

## لتخليد ذكرى
- لوحة في الشارع. Khreshchatyk ، 15

## روابط خارجية
- فيكتور نكراسوف على موقع IMDb (الإنجليزية)
- فيكتور نكراسوف على موقع مونزينجر (الألمانية)